# Émile Flourens

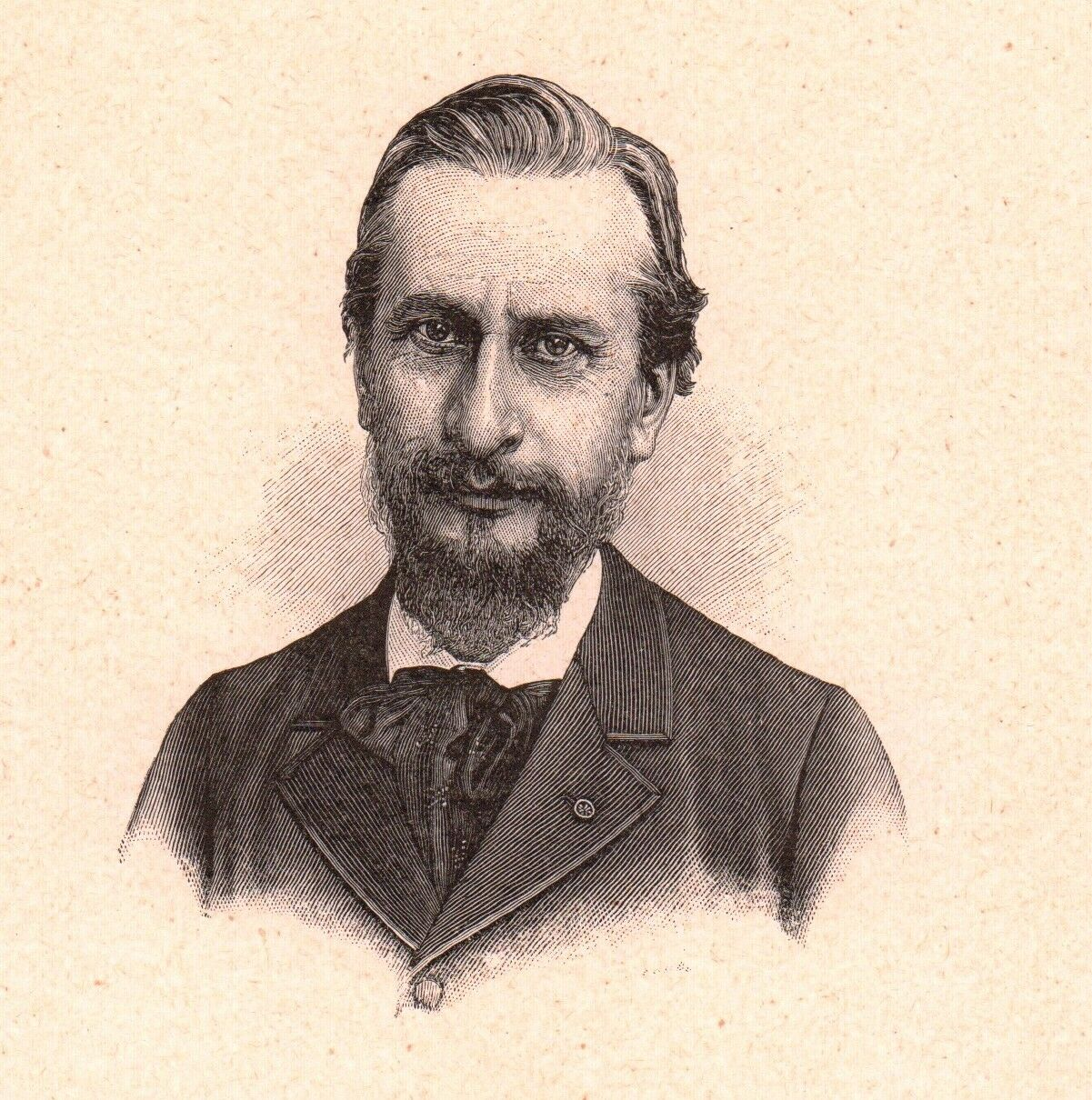
Émile Flourens.

Émile Flourens (n. en París, el 27 de abril de 1841 - f. en París, el 7 de enero de 1920) fue un político y escritor francés de la Tercera República Francesa. Es el abuelo de Bruno Gollnisch.

## Biografía
Fue Ministro de Asuntos exteriores de Francia de 1886 a 1888. Era miembro de la Liga francesa antimasónica. 

## Teorías
Criticó la Corte Permanente de Arbitraje y denunció las premisas de la creación de la Sociedad de Naciones y de la Corte Permanente de Justicia Internacional en un libro, señalando las influencías masónicas para crear un gobierno mundial, una justicia mundial y una religión global sin el papismo. Explicó que el derecho internacional tenía que permanecer de forma arbitral y no judicial, si no se produciría más guerras y legalizaría la "ley del más fuerte", remplazando el derecho por la fuerza, lo que precisamente quería evitar. Emitió la hipótesis que los círculos masónicos querían eliminar el derecho de libre determinación de los pueblos para reemplazarlo por el derecho internacional.